# Вільянуева-де-Сан-Хуан
Вільянуева-де-Сан-Хуан (ісп. Villanueva de San Juan) — муніципалітет в Іспанії, у складі автономної спільноти Андалусія, у провінції Севілья. Населення — 1370 осіб (2010).
Муніципалітет розташований на відстані близько 400 км на південь від Мадрида, 80 км на південний схід від Севільї.

## Демографія
Динаміка населення (INE ):